# Kotnaskaide
Kotnaskaide är en kulle i Finland.   Den ligger i den ekonomiska regionen Norra Lappland och landskapet Lappland, i den norra delen av landet, 1 000 km norr om huvudstaden Helsingfors. Toppen på Kotnaskaide är 340 meter över havet.
Terrängen runt Kotnaskaide är varierad.  Trakten runt Kotnaskaide är nära nog obefolkad, med mindre än två invånare per kvadratkilometer. Det finns inga samhällen i närheten. Omgivningarna runt Kotnaskaide är i huvudsak ett öppet busklandskap.